# Sant Pere del Vilar

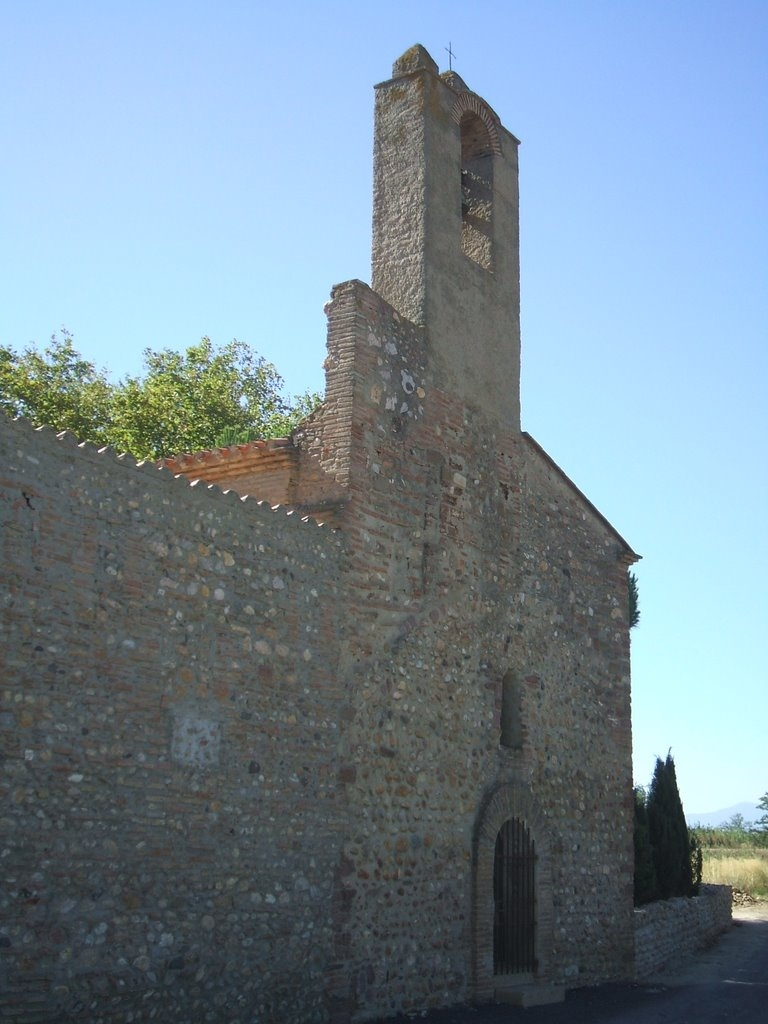
Façana de l'església

Sant Pere del Vilar és una església romànica del terme comunal de Clairà, a la comarca del Rosselló, a la Catalunya Nord.
Està situada uns 2,2 quilòmetres a ponent del poble, a prop i a l'esquerra de l'Aglí.

## Història
L'església és romànica, del segle xi i fou seu d'un priorat (prioratus S. Petri de Vilario, el 1193), possiblement benedictí en un primer temps i depenent de la Grassa més tard, fins que se secularitzà al segle xiv o abans; el 1338 el títol prioral passà al rector de Sant Vicenç de Clairà, com a església dependent d'aquesta parròquia. El lloc on es troba, que devia ser un petit veïnat, ja consta el 951, i posteriorment el 1140 (Villario de Salanca) i el 1193, any en què és esmentat com a priorat; deixà de ser priorat per passar a ser una simple església, fins que el 1688 és esmentada com a ermita.

## Descripció

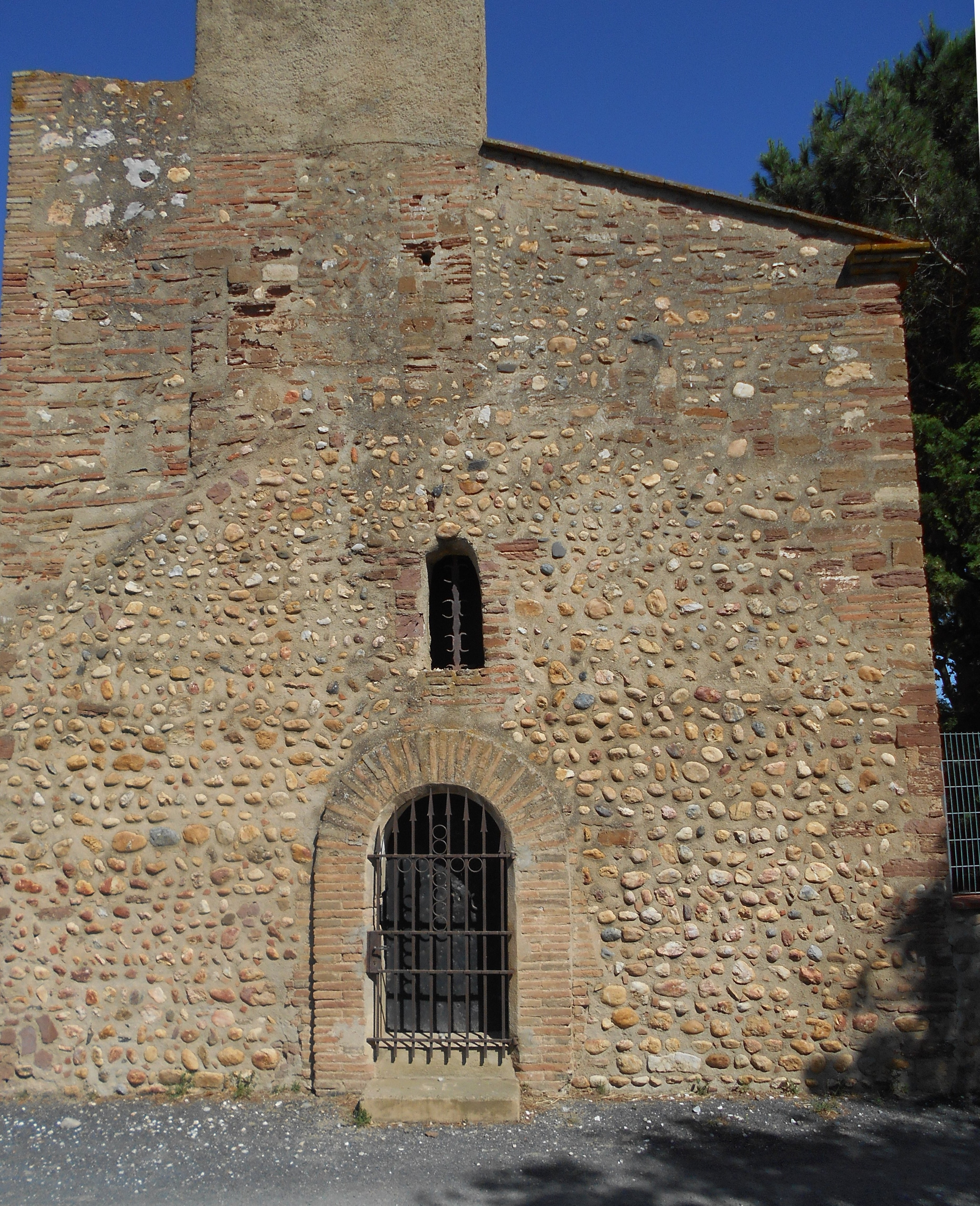
Detall de la façana occidental, on s'observa l'obra romànica

És una església d'una sola nau, sobrealçada, en la qual convindria una bona neteja i restauració. D'una sola nau, amb absis semicircular encarat a llevant, la porta actual s'obre a ponent, però és clarament fruit de reformes posteriors. Corona la façana oest, damunt de la porta, un campanar d'espadanya, però a sota seu es veuen les traces d'un altre campanar d'espadanya anterior, corresponent al moment que la nau de l'església era més baixa que l'actual.
Una làpida sepulcral del primer prior conegut, Berenguer, era a la porta del priorat, gravat en el marc de la pedra, al voltant d'un personatge esculpit en baix relleu que portava una túnica fins a mitja cama. Malauradament, avui dia aquesta làpida és desapareguda. En llatí, la traducció de la seva inscripció era L'any 1193 de l'encarnació de Crist, el 7 de les kalendes de (...) morí Berenguer, prior de Sant Pere del Vilar. Pregueu [per] mi, germans.